# Kulturbahn

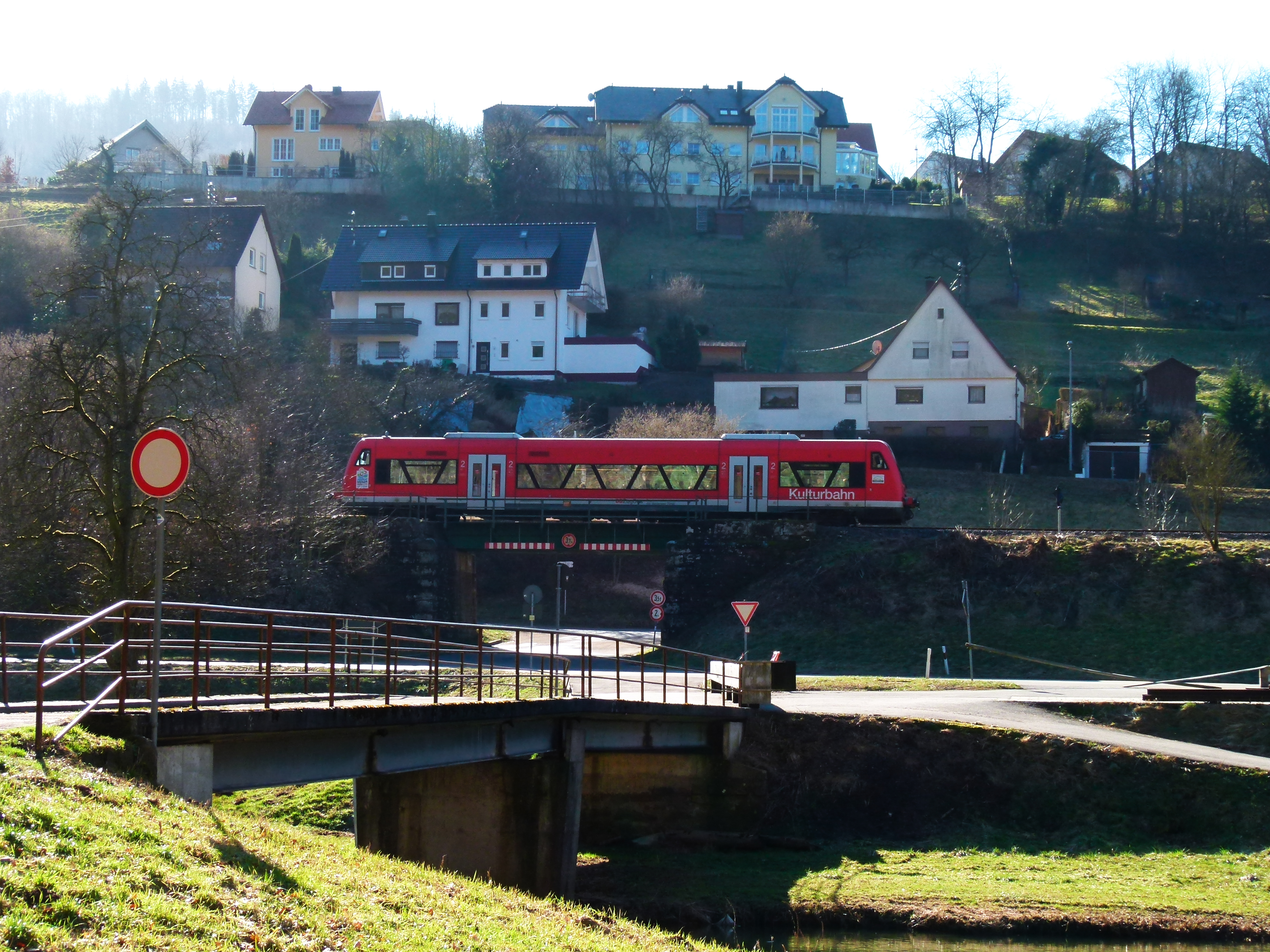
Zug der Kulturbahn bei Unterreichenbach (2011)

Als Kulturbahn bezeichnet die Deutsche Bahn ihre Regionalbahn-Linie RB 74 von Tübingen über Horb nach Pforzheim. Sie ist im Kursbuch unter der Nummer 774 aufgeführt. Wichtige Zwischenhalte sind Rottenburg am Neckar, Horb am Neckar, Nagold und Calw. Die Züge befahren dabei folgende Eisenbahnstrecken:
- Bahnstrecke Plochingen–Immendingen auf dem Abschnitt von Tübingen bis Horb
- Bahnstrecke Stuttgart–Horb auf dem Abschnitt von Horb bis Eutingen im Gäu Em Süd
- Bahnstrecke Eutingen im Gäu Em Süd–Eutingen im Gäu Em Nord
- Bahnstrecke Eutingen im Gäu–Schiltach auf dem Teilstück von Eutingen im Gäu Em Nord bis Hochdorf bei Horb
- Nagoldtalbahn von Hochdorf bei Horb bis Pforzheim